# Ганскау
Ганскау (нем. von Gantzkau, Ganskau) — дворянский род.

## Происхождение и история рода
Курляндский дворянский род, выходец из которого, Яков Фёдорович Ганскау (1786—1841) — герой войны 1812 г., государственный деятель, тайный советник. Его сын, надворный советник Фёдор Яковлевич Ганскау (1832—1908?) 30.04.1869 внесён с детьми во II ч. дворянской родословной книги Рязанской губернии. Михаил Фёдорович Ганскау (1868—?) был сенатором и членом хозяйственного департамента Императорского Финляндского Сената.

## Описание герба
Щит пересечен в перевязь. В верхнем серебряном поле возникающий красный единорог. Нижнее поле шахматное — серебряно-красное (8х4).
Щит увенчан дворянским коронованным шлемом. Нашлемник — возникающий красный единорог. Намет — красный с серебром.